# Montrose (Columbia Britannica)
Montrose è un villaggio del Canada, situato in Columbia Britannica, nel distretto regionale di Kootenay Boundary. Sorge su un altopiano lungo Beaver Creek, a est dalla confluenza con il fiume Columbia.
Secondo il censimento del 2024, il villaggio aveva 1.071 abitanti.